# Harry Burt
Harold „Harry“ Burt (* 6. Mai 1875 in Buckland; † 20. September 1960 in Tonbridge) war ein britischer Sportschütze.

## Erfolge
Harry Burt nahm an den Olympischen Spielen 1912 in Stockholm in zwei Einzelwettbewerben mit dem Kleinkalibergewehr teil. Auf die Distanz über 25 m auf ein verschwindendes Ziel belegte er mit 222 Punkten den neunten Platz. Im liegenden Anschlag auf die 50-Meter-Distanz erzielte er 192 Punkte, womit er hinter Frederick Hird und William Milne die Bronzemedaille gewann.